# Phönix Bellheim
| Saisonbilanzen 1963–1974                                                | Saisonbilanzen 1963–1974 | Saisonbilanzen 1963–1974 | Saisonbilanzen 1963–1974 |
| Saison                                                                  | Platz                    | Tore                     | Punkte                   |
| ----------------------------------------------------------------------- | ------------------------ | ------------------------ | ------------------------ |
| 1963/64                                                                 | 17. Platz                | 67:99                    | 27:49                    |
| 1964/65                                                                 | 10. Platz                | 40:51                    | 30:38                    |
| 1965/66                                                                 | 12. Platz                | 36:60                    | 26:34                    |
| 1966/67                                                                 | 15. Platz                | 40:71                    | 18:42                    |
| 1967/68                                                                 | 5. Platz                 | 53:31                    | 40:20                    |
| 1968/69                                                                 | 2. Platz                 | 64:24                    | 46:14                    |
| 1969/70                                                                 | 3. Platz                 | 63:27                    | 41:19                    |
| 1970/71                                                                 | 1. Platz                 | 53:21                    | 46:14                    |
| 1971/72                                                                 | 14. Platz                | 44:67                    | 23:37                    |
| 1972/73                                                                 | 16. Platz                | 35:100                   | 10:50                    |
| 1973/74                                                                 | 13. Platz                | 68:71                    | 26:34                    |
| rot unterlegt: Regionalliga Südwest blau unterlegt: Amateurliga Südwest |                          |                          |                          |

Der FC Phönix Bellheim 1921 ist ein deutscher Fußballverein aus der Ortsgemeinde Bellheim im Landkreis Germersheim in Rheinland-Pfalz und gehört dem Regionalverband Südwest an. Heimstätte des Clubs ist das nach dem Ehrenvorsitzenden benannte Franz-Hage-Stadion an der Zeiskamer Straße.

## Geschichte

Historisches Vereinslogo

Die Gründungsversammlung des FC Phönix fand am 11. Februar 1921 im Gasthaus „Zur Reichskrone“ statt, wo auch drei Tage später die Vorstandswahlen durchgeführt wurden. Als Vereinsfarben wurde schwarz-rot festgelegt. Bis zur Beendigung des Zweiten Weltkriegs – 1942 wurde der Spielverkehr eingestellt – gehörte der Verein der Kreisklasse an.
Die sportlich erfolgreichste Zeit von Bellheim begann, als nach der am 9. September 1945 erfolgten Genehmigung zur Wiederaufnahme des Spielverkehrs durch die französische Besatzungsmacht der Ball wieder zum Rollen kam. In der Runde 1946/47 stieg Phönix in die Landesliga auf und am 7. Dezember 1947 wurde in der Generalversammlung Brauereidirektor Franz Hage zum neuen Vorsitzenden gewählt. Der nächste Aufstieg folgte in der Saison 1951/52, wo der FC Phönix die Aufnahme in die eingleisige 1. Amateurliga Südwest zur Runde 1952/53 feiern konnte und darin sofort den Pokal gewann aber in der Aufstiegsrunde zur II. Division Südwest erstmals scheiterte. Am 8. April 1956 wurde Bellheim unter der Trainerregie des südwestdeutschen Verbandstrainers Georg Gawliczek mit einem 2:1-Erfolg in Alzey gegen SC 07 Bad Neuenahr Amateurpokalmeister von Rheinland-Pfalz, scheiterte aber erneut in der Aufstiegsrunde zur II. Division. Ab der Saison 1957/58 übernahm der ehemalige Oberliga Süd-Spieler vom VfB Mühlburg, Lothar Bechtel, als Spielertrainer die sportliche Leitung beim FC Phönix Bellheim. In der Runde 1961/62 wurde die Meisterschaft in der 1. Amateurliga Südwest vor ASV Landau und dem FSV Oggersheim errungen und der Aufstieg in die II. Division gefeiert. In den Spielen um die deutsche Meisterschaft der Amateure scheiterte Bellheim nach einer 0:1-Niederlage in Berlin am späteren Finalsieger SC Tegel.
Für die Spiele im Vertragsspielerlager 1962/63 wurden zwölf Spieler unter Vertrag genommen. Ihre Entschädigung betrug monatlich DM 50,–. Die Siegprämien wurden auf DM 20.- festgesetzt. Bellheim belegte den vierten Rang und qualifizierte sich in den Gruppenspielen für die neue Fußball-Regionalliga Südwest ab der Saison 1963/64. In der Zweitklassigkeit konnte sich der Dorfverein vier Runden behaupten und musste nach der Saison 1966/67 wieder in das Amateurlager zurück. 1969 nahm Phönix wieder an den Spielen um die deutsche Amateurmeisterschaft teil und der seit 22 Jahren amtierende Vereinslenker Franz Hage wurde in der Generalversammlung am 28. Juli zum Ehrenvorsitzenden ernannt. Durch den Meisterschaftsgewinn 1970/71 in der 1. Amateurliga Südwest vor dem VfR Kaiserslautern kehrte Phönix Bellheim nochmals zwei Saisonzeiten in die Regionalliga Südwest zurück. In der Saison 1971/72 konnte der Abstieg um zwei Punkte vermieden werden. Bemerkenswert waren vier klare 3:0-Heimsiege gegen den TuS Neuendorf, den Nachbarn FV Speyer, den 1. FC Saarbrücken und den späteren Absteiger Spvgg Andernach, gegen den im Auswärtsspiel gar ein 7:0-Sieg erreicht wurde. Dem standen klare 0:7 Niederlagen daheim gegen den späteren Meister Borussia Neunkirchen und auswärts bei Wormatia Worms gegenüber. In der Folgesaison 1972/73 zeichnete sich schon früh der Abstieg aus der Regionalliga ab; die Mannschaft gewann lediglich zwei Heimspiele und blieb auswärts mit nur einem Unentschieden auf der Habenseite erfolglos. Die höchste Niederlage erlitt man im Spiel beim späteren Meister Mainz 05 mit 1:8. Der Abstieg 1973 machte einen Neubeginn in der 1. Amateurliga-Südwest notwendig. Hier setzte der Verein verstärkt auf die eigene Jugendarbeit. Am Saisonende 1973/74 wurde der 11. Platz erreicht. In diesem Jahr mussten vier Mannschaften absteigen. Da Phönix Bellheim mit dem zwölften, dem VfR Kaiserslautern und dem BSC Oppau punktgleich war und das Torverhältnis nicht zählte, musste man in eine Abstiegsrunde. Hier versagten der jungen Mannschaft die Nerven: Gegen den VfR Kaiserslautern wurde mit 2:5 verloren, gegen den BSC Oppau lediglich unentschieden gespielt. Damit war der erneute Abstieg besiegelt. In der Folgespielzeit 1974/75 wurde aus der Verbandsliga Südwest heraus der sofortige Wiederaufstieg in die Oberliga des Regionalverbandes Südwest angestrebt. Man erreichte die Vizemeisterschaft – hinter dem Lokalrivalen SV Viktoria Herxheim. 1975/76 wurde der Wiederaufstieg wieder knapp verpasst. Erneut Tabellenzweiter am Saisonende, musste diesmal dem FC 08 Haßloch der Vortritt gelassen werden.1976/77 wurde am Saisonende den 5. Platz erreicht. In den Folgejahren ging der Weg in den Ligen nach unten – unterbrochen durch die Zugehörigkeit von 1985 bis 1992 zur Verbandsliga Südwest. Nach langjährigem Aufenthalt in der A-Klasse Südpfalz gelang dem Verein in der Saison 2024/25 der Aufstieg in die Bezirksliga Vorderpfalz.

## Erfolge
- Teilnehmer am südwestdeutschen Pokal: 1961 (2. Runde, gg. 1. FC Kaiserslautern am 11. Februar 1961 vor 5.000 Zuschauern in Bellheim, 2:4), 1962 (1. Runde), 1964 (2. Runde), 1965 (1. Runde), 1966 (2. Runde bei FK Pirmasens am 2. Oktober 1966, 0:2), 1967 (2. Runde), 1968 (1. Runde), 1969 (1. Runde), 1970 (3. Runde), 1971 (1. Runde), 1972 (1. Runde), 1973 (1. Runde)
- Teilnahme an der deutschen Amateurmeisterschaft: 1962, 1969
- Meister der 1. Amateurliga Südwest: 1962, 1971
- Aufstieg in die 2. Liga Südwest: 1962
- Qualifikation zur Fußball-Regionalliga Südwest 1964
- Aufstieg 1971 in die Fußball-Regionalliga Südwest

## Ehemalige Spieler und Trainer (Auswahl)
- Anton Lutz, Stürmer bis 1933, später Trainer bis 1955
- Georg Gawliczek, Trainer in der Runde 1955/56 neben seiner Verbandstrainertätigkeit beim SWFV
- Lothar Bechtel, Spielertrainer und Trainer von 1957 bis 1967
- Josef Kopf, Halbstürmer, Ende Fünfziger/Mitte Sechziger
- Rolf Kahn, Außenläufer von 1965 bis 1967
- Hugo Ulm, Stürmer von 1964 bis 1967
- Dieter Klaußner, Abwehrspieler von 1965 bis 1973
- Helmut Behr, Stürmer Anfang/Mitte der Siebziger
- Andreas Clauß, Jugendtorwart, bevor er 1987 zum SV Waldhof Mannheim wechselte.
- Thomas Hengen, Jugendspieler, bevor er 1989 zum 1. FC Kaiserslautern wechselte.
- Albert Dapprich, Stürmer der von 1964 bis 1970 insgesamt 120 Ligaspiele in den damals zweitklassigen Fußball-Regionalligen Südwest (VfR Frankenthal) und West (VfL Bochum, Lüner SV) absolvierte und 44 Tore erzielte.[7]

## Spielstätte
Der FC Phönix Bellheim trägt seine Heimspiele im 10.000 Zuschauer fassenden Franz-Hage-Stadion an der Zeiskamer Straße aus. Das Stadion wurde 1959 auf dem Gelände des ehemaligen Sportplatz Erlenpfad erbaut. Im Jahr 1991 wurde die vormals als Phönix-Stadion bekannte Spielstätte nach dem Ehrenvorsitzenden Franz Hage benannt.